# Александар I Македонски
Александар I Македонски је био краљ Македоније у периоду од 498. п. н. е. до 454. п. н. е.
Наследио је свога оца краља Аминта I. За време његове владавине Македонија је била вазал Персијског царства Дарија Великог, и касније Ксеркса I.
Учествовао је као вазал у Ксерксовој Другој персијској инвазији на Грчку 480. п. н. е. У бици код Платеје 479. п. н. е. грчка војска је однела победу и тиме је окончана персијска инвазија. Македонска војска учествовала је у тој бици на персијској страни. Након повлачења персијске војске успео је да прошири границе свога царства.
Имао је три сина: Алкета II, Пердика II и Филип.